# Gerry Eckhardt

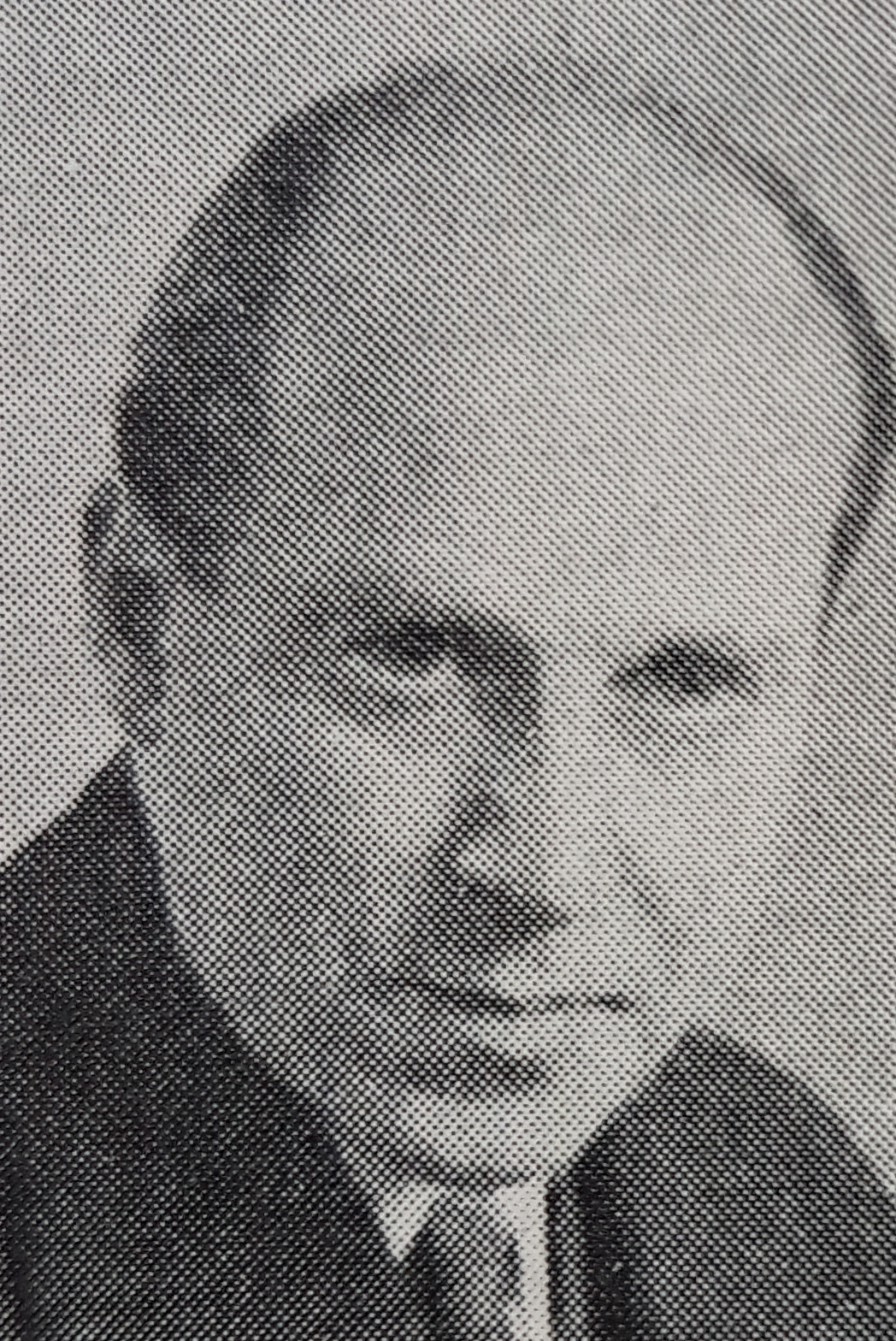
Gerry Eckhardt

Gerhard (Gerry) Henrik Fredrik Eckhardt (* 24. August 1902 in Riga; † 1984) war ein schwedischer bildender Künstler.

## Leben
Eckhardt war der Sohn von August Eckhardt und Antonie Heyer. Er heiratete 1944 Ingeborg Emilie Leser.
Eckhardt arbeitete zunächst als Landwirt und Bankier, bevor er von 1931 bis 1932 Kunst bei Edward Berggren an der Malschule von Gottfrid Larsson in Stockholm studierte. Später studierte er bei Hans Cornelius und Akke Kumlien. Er machte Studienreisen nach Deutschland, Italien, Frankreich und auf den Balkan. Er stellte in der „Fahlcrantz“ und der „Galerie Moderne“ in Stockholm aus und nahm an Ausstellungen mit dem schwedischen Kunstverband teil. 1955 hatte er eine Holzschnitt-Ausstellung in der Galerie Henning, Halle/Saale.
Seine Kunst besteht aus Porträts und Landschaften. Oftmals ist Estland in Öl oder als Holzschnitt gezeigt. Eckhardt ist im Nationalmuseum, im Postmuseum Stockholm, im Östersund-Museum, im Museum Kalmar län, im Göteborgs konstmuseum, im Eskilstuna konstmuseum und im Västerås konstmuseum vertreten, zudem in der Sammlung von Gustav VI. Adolf, im Kunstmuseum Turku, in der Pinakothek in München und im Livre d’Art in Brüssel.